# اسکات روزنبرگ
اسکات روزنبرگ (به انگلیسی: Scott Rosenberg) (زاده ۲۴ آوریل ۱۹۶۳) فیلم‌نامه‌نویس، تهیه‌کننده فیلم و بازیگر آمریکایی است.
روزنبرگ در نیدهام، ماساچوست در یک خانواده یهودی به دنیا آمد. پس از فارغ‌التحصیلی از دبیرستان در سال ۱۹۸۱، به دانشگاه بوستون رفت و در سال ۱۹۸۵ مدرک لیسانس خود را از آنجا دریافت کرد. او مدرک خود را از دانشگاه کالیفرنیا، لس آنجلس به دست آورد. زمانی که در دانشگاه کالیفرنیا بود، در یک مسابقه فیلمنامه‌نویسی شرکت کرده بود که در آن به مقام سوم رسید و در نتیجه با اولین نماینده خود قرارداد امضا کرد. شکست بزرگ او زمانی اتفاق افتاد که جوئل سیلور، تهیه‌کننده فیلمنامه او، «عشق دراز می‌کشد» را خرید و اپیزودی را برای برنامه تلویزیونی قصه‌هایی از سردابه نوشت. از آثار فیلمنامه‌نویسی او می‌توان به فیلم‌های مهمی مانند هواپیمای محکومین و سرقت در ۶۰ ثانیه اشاره کرد.

## فیلم‌شناسی

### آثار نویسندگی
- کارهایی که بعد از مرگت در دنور باید انجام داد (۱۹۹۹۵)
- دختران زیبا (۱۹۹۶)
- هواپیمای محکومین (۱۹۹۷)
- رفتار آزاردهنده (۱۹۹۸)
- وفادارانه (۱۹۹۹)
- سرقت در ۶۰ ثانیه (۲۰۰۰)
- شیاد (۲۰۰۱)
- بزرگراه (۲۰۰۲)
- جک کانگورو (۲۰۰۳)
- جومانجی: به جنگل خوش آمدید (۲۰۱۷)
- ونوم (۲۰۱۸)
- جومانجی: مرحله بعدی (۲۰۱۹)
- شتابان از میان برف‌ها (۲۰۲۳)